# Jasenkowo
Jasenkowo (bułg. Ясенково) – wieś w Bułgarii, w obwodzie Szumen, w gminie Wenec. W 2024 roku liczyła 2196 mieszkańców.